# Metroperiella galeata
Metroperiella galeata är en mossdjursart som först beskrevs av Busk 1854.  Metroperiella galeata ingår i släktet Metroperiella och familjen Bitectiporidae. Inga underarter finns listade i Catalogue of Life.